# 辻本繁
辻本 繁（つじもと しげる、1893年〈明治26年〉8月28日 - 1979年〈昭和54年〉5月11日）は、日本の聾唖教育者。北海道室蘭市の北海道室蘭聾学校の前身である道立室蘭聾学校の初代校長で、その前身である私立室蘭聾唖学園（室蘭聾唖学校）、および八雲聾唖学院の設立者。自身も聴覚障害者である。北海道函館区（後の函館市）東川町出身。

## 経歴

### 教育者となるまで
4歳のとき、火傷と熱病で聴覚を失った。9歳のとき、弟の入学を機に、自身も学業を望んだことで、視覚障害児のための教育団体である函館訓盲院（後の北海道函館聾学校）へ両親が入学を訴えた。校長の篠崎清次は聾唖児の教育は未経験であったが、東京盲唖学校で聾唖教育を半年間学び、函館訓盲院に聾唖部を創設。これにより学業の希望が叶った。
9か月の聾唖教育の末、1911年（明治44年）、聾唖部の第1回卒業生となった。その後は篠崎の助手を務め、弱視者である彼に代わって文書作成や雑務などを担当していた。後に東京盲唖学校の当時の校長である小西信八の勧めでさらに学業を積むべく、同1911年に上京して同学校に入学。さらに翌1912年（明治45年）には北海道長官の推薦を受けて師範部に入学し、学業を積み続けた。1919年師範科図画科を卒業して帰郷した後には篠崎は死去しており、辻本は彼の後を継いで聾唖教育に生涯を捧げる決心をした。
敬虔なキリスト教徒でもあり、1923年（大正12年）、キリスト教の教会で北海道赤井川村出身の小松モト（1900年 - 1981年）を紹介され、結婚。なおモトは健常者であり、夫妻の会話は筆談か空書によるものだった。

### 八雲町での教育
1928年（昭和3年）に北海道八雲町に転居。八雲聾唖学院を開校し、自宅を仮校舎とした。学校を郊外に設立したのは、当時は函館の特殊支援学校への入学者は大半が函館市民であり、地方の障害児にも教育を施そうとの考えであった。
生徒から授業料は一切とらず、財源は町役場や町民たちからの寄付金が唯一であった。辻本夫妻も私財を投じ、経営のために自分たちの報酬も返上し、献身的な努力を続けた。
辻本は以前より、手話では「種々」に「種子」、「青森」に「青い」「森」といった単語が用いられて本来の言葉の意味が失われることを疑問視していたが、同学院で聾唖口話振興会会長である徳川義親の指導を得、口話教育の指導を開始した。ある子供が「ア」を発音するだけで10日間かかったが、その第一声はたとえようもない喜びであったという。

### 室蘭での教育
やがて室蘭市からの入学者が増し、次第に校舎は手狭になった。しばらくは校舎の新築や増築で凌いでいたものの、地方での特殊教育が一段落したことや、卒業生の就職には都会のほうが有利との徳川義親の勧めもあり、8年間滞在した八雲を転出。室蘭市の母恋南町へ転居し、1936年（昭和11年）12月15日に室蘭聾唖学院を設置し、翌年4月に開校した。当時は電気も水道も不十分であり、自費で電柱を建て、井戸で水源を確保した。1939年（昭和14年）には学校令の発令により文部省認可が下り、室蘭聾唖学校と改称した。
八雲と同様に授業料を一切とらず、後援会からの寄付金が唯一の財源であった。辻本は妻とともに奔走し、実子のために貯めていた貯金も学校のために費やし、障害児である生徒たちの生活資金のためにも私財を投じた。食糧確保のために近隣の山を切り開いて農業も営んだ。それでも苦境は続いたが、当時の室蘭工業大学教授である鷲山第三郎が新聞を通じて協力を訴え、さらに後援会の役員たちが援助に乗り出したことで、学校は維持に至った。
1948年（昭和23年）、聾唖教育の義務制実施に伴い学園の道立移管が決定し、学園は道立室蘭聾学校（後の北海道室蘭聾学校）として再発足し、辻本は初代校長に就任した。1954年（昭和29年）、第1回教育功績者として表彰を受けた。
同年、校長職を退職。その後もPTA副会長と非常勤講師を務め、夜には寄宿舎の子供たちの食事、入浴の身の回りにも気を配って子供たちに慕われた。

### 晩年
1961年（昭和36年）、妻モトと共に北海道文化賞の文化奨励賞を受賞。辻本はそれまでにも受賞歴があったが、夫妻そろっての受賞はこれが初めてである。1978年（昭和53年）、妻モトと共に吉川英治文化賞を受賞した。
1979年に死去、没年齢85歳。妻モトは、私立室蘭聾唖学園の校舎を利用して開設された児童福祉施設・室蘭言泉寮（後の室蘭言泉学園）の園長として1953年（昭和28年）より勤めていたが、夫の死の2年後の1981年（昭和46年）に死去した。